# Колібрі-пухоніг сіроволий
Колі́брі-пухоні́г сіроволий (Haplophaedia lugens) — вид серпокрильцеподібних птахів родини колібрієвих (Trochilidae). Мешкає в Колумбії і Еквадорі.

## Опис

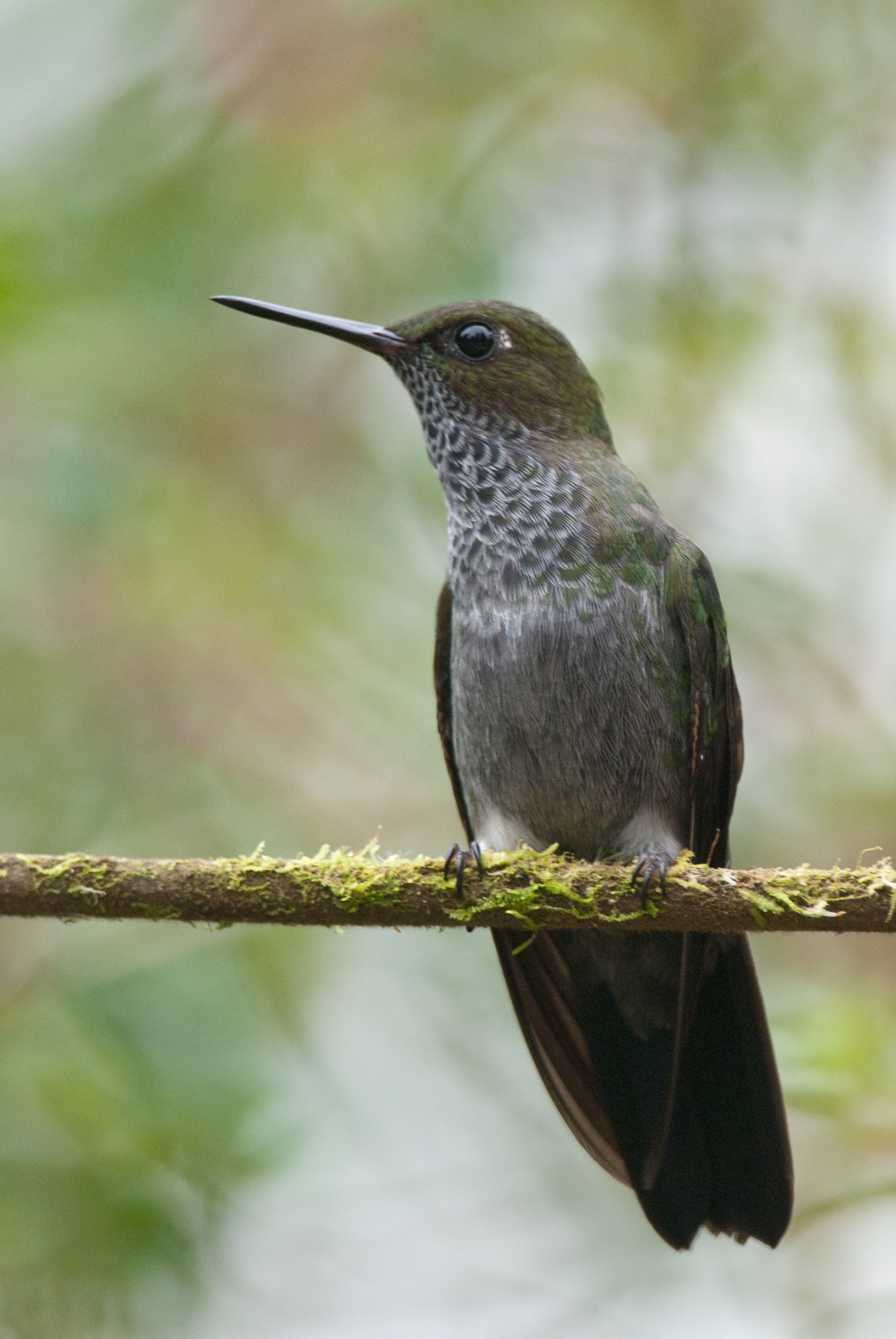
Сіроволий колібрі-пухоніг

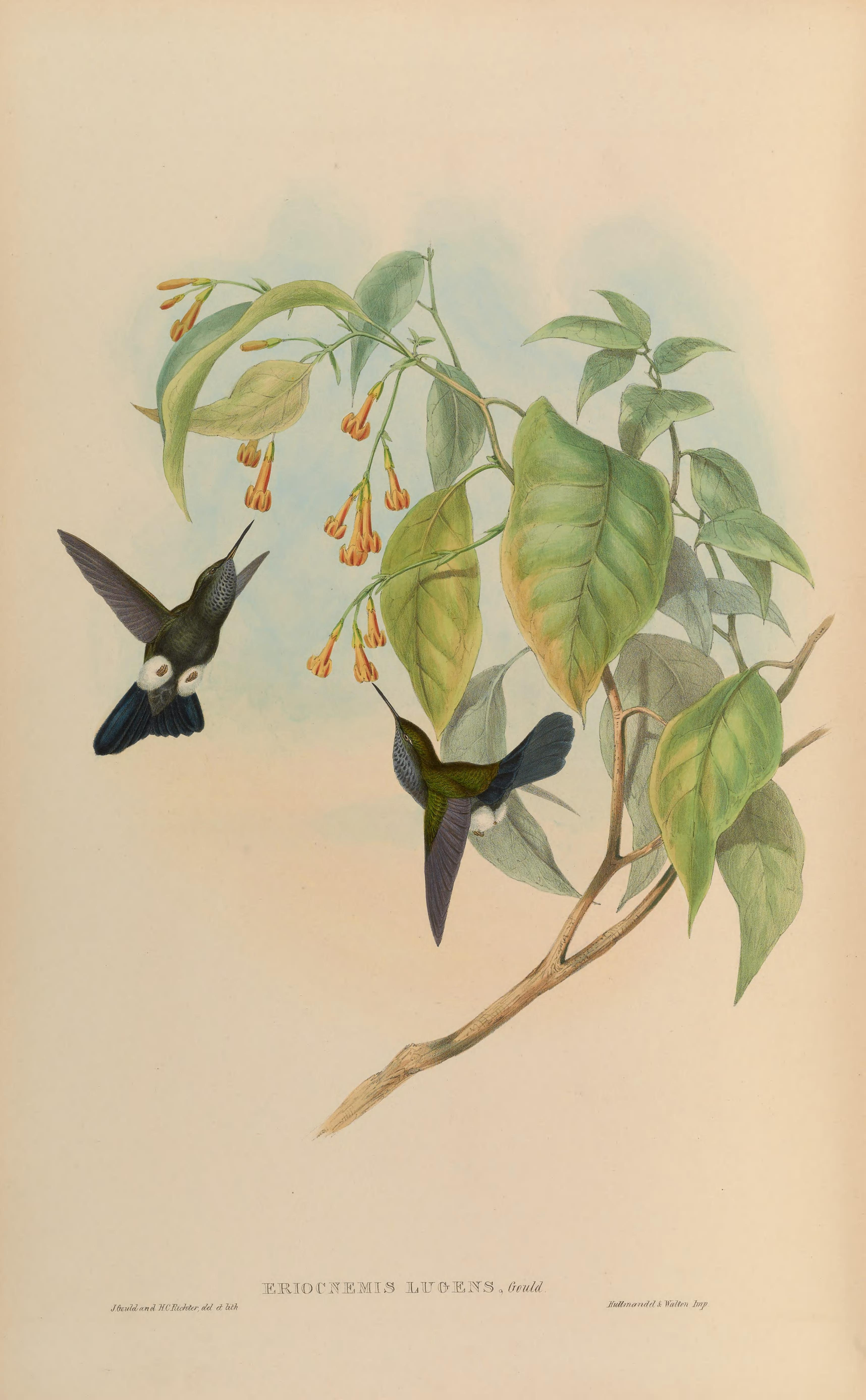
Сіроволі колібрі-пухоноги

Довжина птаха становить 9-10 см, вага 5-8,8 г. У самців верхня частина тіла бронзово-зелена, тім'я і надхвістя мають мідний відтінок. Нижня частина тіла темно-сіра, пера на голоі і грудях мають білі краї, що формують лускоподібний візерунок, боки мають зеленуватий відблиск. Пера покриті білим пуховим пір'ям спереду і каштановим позаду. Хвіст дещо роздвоєний, чорнуватий. Дзьоб прямий, чорний. Самиці мають подібне забарвлення, однак дещо більш тьмяне, крила у них коротші, а пухове пера на лапах повністю білі. Забарвлення молодих птахів є подібне до забарвлення самиць.

## Поширення і екологія
Сіроволі колібрі-пухоноги мешкають на західних схилах Анд на південному сході Колумбії (Нариньйо) і на північному заході Еквадору (на південь до Пічинчи). Вони живуть у вологих гірських і хмарних тропічних лісах, на узліссях і перегір'ях і у вологих чагарникових заростях. Віддають перевагу заростям на берегах невеликих річок. Зустрічаються переважно на висоті від 1100 до 2000 м над рівнем моря, в Колумбії місцями на висоті до 2500 м над рівнем моря.
Сіроволі колібрі-пухоноги живляться нектаром квітів з короткими кіночками, зокрема з родів Palicourea, Thibaudia і Besleria та з родин меластомових і марантових, а також комахами, яких збирають з рослинності. Захищають кормові території.
Гніздування у сіроволих колібрі-пухоногів було зафіксоване в травні і в серпні. Гніздо робиться з моху та інших рослинних волокон, скріплюється за допомогою павутиння, прикріпляюється до нижньої сторони широкого листа, на висоті 0,5-2 м над землею. Інкубаційний період триває 15-17 днів, пташенята покидають гніздо через 20-24 дні після вилуплення.

## Збереження
МСОП класифікує стан збереження цього виду як близький до загрозливого. Сіроволі колібрі-пухоноги є локально поширеними птахами, яким загрожує знищення природного середовища.